# نول (بلژیک)
شهر نول (به فرانسوی: Nevele) در شهرستان گان در استان فلاندری شرقی در منطقه فلاندری در کشور بلژیک واقع شده‌است.